# 兀良哈之戰
兀良哈之戰是於明朝萬曆二十年（公元1592年）萬曆朝鮮戰爭當中一場戰役。由日本豐臣政權进攻兀良哈東部（今中國吉林省延邊朝鮮族自治州）的建州女真和海西女真發生的战争。這是日本首次進攻滿洲，而滿洲兀良哈更是古代日本軍隊所到最遠之處。日本所謂的兀良哈是地理形容詞指是滿洲。

## 背景
萬曆二十年（1592年）7月初，入侵朝鮮王朝的日本豐臣政權大名加藤清正率領日本第二軍團在咸鏡道城津海汀倉（今朝鮮民主主義人民共和國咸鏡北道金策市）打敗朝鮮咸鏡北道兵使韓克誠。而此時北方的女真族也趁機南下入侵朝鮮。順倭（為日本效力的朝鮮人）鄭末守、鞠景仁、鞫世弼舉兵叛亂，俘虜了朝鮮王子臨海君與順和君，在會寧交付加藤清正。爾後加藤清正接著進攻江原道，最後率兵11000人直入兀良哈東部。

## 經過
在萬曆二十年（1592年）7月27日～8月22日左右，加藤清正率日本軍越過豆滿江（今圖們江），侵攻名義上臣屬於明朝、位於兀良哈東部的建州女真及海西女真各部落。這時，建州左衛努爾哈赤正試圖統一女真各部，與海西女真各部作戰，建州、海西的女真軍主力根本無力回兵。兀良哈的女真部落僅存餘部人員，加藤清正攻拔女真五營，女真餘營皆遁去。8月加藤清正再大破海西女真烏拉部酋長蔔占台，斬敵900人，攻破其都城（今中國延邊朝鮮族自治州延吉市附近）。就在局子街以火攻海西女真的13個城塞時，加藤清正部分軍隊遭到10000名海西女真聯軍包圍襲擊，加藤清正聞訊後派遣鍋島直茂前往解圍。最後海西女真聯軍因暴雨而被迫撤退，而加藤清正亦在海西女真聯軍撤退後，率遠征軍渡過豆滿江返回朝鮮。

## 結果
加藤清正在兀良哈時，日本太閣豐臣秀吉來書狀給加藤清正指示：「今略明地」加藤清正回信云：「遙聞小西行長攻略了平安道，還未鎮定，然而其他各道還沒攻下，孤軍難以深入。」其實兀良哈所在方向是離明地越來越遠，豐臣秀吉想經由名義上附屬於明朝的建州入侵中國之議因而做罷。後來加藤清正率遠征軍返回豆滿江邊的咸鏡北道鐘城整兵。此時遇到朝鮮咸鏡北道兵使韓克誠率眾叛亂，在豆滿江河口西水羅將韓克誠俘虜，最後回到駐地咸鏡北道鏡城。

## 影響
兀良哈之戰是日本首次進攻滿洲，更是古代日本軍隊所到最遠之處。如果不計後來1609年的薩摩藩入侵琉球在內，這是古代日本軍隊唯一在日本列島和朝鮮半島以外的戰鬥。